# クラクフ工業大学
クラクフ工業大学（英語: Cracow University of Technology、ポーランド語Politechnika Krakowska）は、クラクフに本部を置くポーランドの国立大学。1946年創立、1946年大学設置。
「クラクフ工科大学」とも。略称はPK。7学部からなる。

## 主な出身者
- マレク・グレフタ - 歌手、作曲家、作詞家
- ズジスワフ・ベクシンスキー - 画家、写真家、芸術家
- en:Tadeusz Parpan - サッカー選手
- en:Michał Życzkowski - 科学者、工学者

座標: 北緯50度04分18.1秒 東経19度56分38.8秒 / 北緯50.071694度 東経19.944111度